# Ivan Ruggeri
Ivan Ruggeri (Telgate, 14 de octubre de 1944 – Bérgamo, 6 de abril de 2013) fue un emprendedor y dirigente deportivo italiano más conocido por ser el presidente y accionista mayoritario del Atalanta.

## Carrera
Comenzó a trabajar desde muy temprana edad, como representante de una pequeña empresa familiar que centraba la energía después de la recuperación de materias plásticas, siendo capaz así de poder abrir su primera fábrica. Desde entonces comenzó su expansión en la industria.
En 1977 hace su entrada en el panorama del fútbol italiano, adquiriendo el 19% del Atalanta de Nessi, y desde entonces, su nombre siempre estuvo vinculado al club. En febrero de 1994 se convierte en presidente del club manteniendo las riendas de la empresa hasta el 3 de septiembre de 2008.

## Enfermedad
El 16 de enero de 2008 fue víctima de una hemorragia intracraneal que lo dejó en estado vegetativo.
Después de nueve meses de hospitalización, la presidencia del club de fútbol pasó a manos de su hijo Alessandro, a la edad de veintiún años, convirtiéndose así en el presidente más joven de la Serie A.
Falleció el 6 de abril de 2013 a la edad de 68 años en su casa de Bérgamo.